# 九龍巴士28線
九龍巴士28線是香港九龍的一條日間巴士路線，來往樂華及尖沙咀碼頭。此線往尖沙咀方向途經啟德隧道及土瓜灣道（土瓜灣「下路」），往樂華方向因土瓜灣沒有支路駛入啟德隧道，須行經馬頭圍道（土瓜灣「上路」）、馬頭涌道、太子道東。

## 歷史
- 1985年3月3日：本線開辦，來往樂華及尖沙咀（尖沙咀總站現址為力寶太陽廣場）。
- 1985年5月28日：尖沙咀總站遷往中間道。
- 1987年10月19日：尖沙咀總站遷往漢口道路旁，總站名為尖沙咀（漢口道）。
- 1993年4月5日：九巴調整車費，增幅普遍逾10%，本線全程和分段收費分別由$2.3／$1.9增至$2.6／$2.1。
- 1996年7月22日：加入空調巴士行走，空調全程收費$4.4，而非空調全程收費則維持在$3.3。
- 1997年12月1日：九巴調整車費，本線全程收費增至$3.5（非空調）／$4.7（空調）。
- 2002年3月25日：改為全線空調服務，全程收費維持在$4.7。
- 2007年8月26日：尖沙咀總站遷往尖沙咀東（麼地道），來回程繞經尖沙咀碼頭。
- 2008年6月8日：九巴調整車費，全程收費由$4.7增至$5.0。
- 2008年8月23日：配合5號線不再途經梳士巴利道，增設與該線之八達通轉乘優惠。
- 2010年2月20日：因5號線遷回尖沙咀碼頭，原有與5號線之八達通轉乘優惠取消。
- 2011年5月15日：九巴調整車費，全程收費由$5.0增至$5.2。
- 2013年3月17日：九巴調整車費，全程收費由$5.2增至$5.5。
- 2014年7月6日：九巴調整車費，全程收費由$5.5增至$5.8。
- 2015年12月31日：增設到站時間預報。
- 2018年2月12日：作出以下改動[3][4]：
  - 尖沙咀區總站由尖沙咀東（麼地道）巴士總站改為尖沙咀碼頭。
  - 由樂華開出，抵達尖沙咀碼頭後不再前往麼地道巴士總站。
  - 由尖沙咀碼頭開出，按原有路線開往樂華，不駛入麼地道巴士總站。

## 服務時間及班次
| 樂華開           | 樂華開      | 樂華開       | 尖沙咀碼頭開     | 尖沙咀碼頭開 | 尖沙咀碼頭開 |
| 日期             | 服務時間    | 班次（分鐘） | 日期             | 服務時間     | 班次（分鐘） |
| ---------------- | ----------- | ------------ | ---------------- | ------------ | ------------ |
| 星期一至五       | 05:40-06:40 | 15           | 星期一至五       | 06:20-06:50  | 15           |
| 星期一至五       | 06:40-09:00 | 10           | 星期一至五       | 06:50-11:30  | 20           |
| 星期一至五       | 09:00-12:00 | 15           | 星期一至五       | 11:30-16:45  | 15           |
| 星期一至五       | 12:00-15:00 | 20           | 星期一至五       | 16:45-20:45  | 12           |
| 星期一至五       | 15:00-18:00 | 15           | 星期一至五       | 20:45-23:30  | 15           |
| 星期一至五       | 18:00-22:00 | 20           | 星期一至五       | 23:30-00:30  | 20           |
| 星期一至五       | 22:00-23:40 | 25           |                  |              |              |
| 星期六           | 05:40-06:00 | 20           | 星期六           | 06:20-07:10  | 25           |
| 星期六           | 06:00-18:00 | 15           | 星期六           | 07:10-13:30  | 20           |
| 星期六           | 18:00-22:00 | 20           | 星期六           | 13:30-16:00  | 15           |
| 星期六           | 22:00-23:40 | 25           | 星期六           | 16:00-23:00  | 12           |
|                  |             |              | 星期六           | 23:00-23:40  | 20           |
| 23:40-00:30      | 25          |              | 星期六           |              |              |
| 星期日及公眾假期 | 05:40-09:00 | 20           | 星期日及公眾假期 | 06:20-07:10  | 25           |
| 星期日及公眾假期 | 09:00-18:00 | 15           | 星期日及公眾假期 | 07:10-13:30  | 20           |
| 星期日及公眾假期 | 18:00-22:00 | 20           | 星期日及公眾假期 | 13:30-17:00  | 15           |
| 星期日及公眾假期 | 22:00-23:40 | 25           | 星期日及公眾假期 | 17:00-23:00  | 12           |
|                  |             |              | 星期日及公眾假期 | 23:00-23:40  | 20           |
| 23:40-00:30      | 25          |              | 星期日及公眾假期 |              |              |

## 收費
全程：$6.7
- 淘大花園往樂華：$5.8

| - 本線設有12歲以下小童及65歲或以上長者半價優惠。 - 65歲或以上香港居民使用「樂悠咭」，以及12歲以下合資格殘疾兒童使用「殘疾人士身份」個人八達通繳付車資，均可享有每程$2.0或半價（以較低者為準）的票價優惠；12至64歲合資格殘疾人士使用「殘疾人士身份」個人八達通（包括「樂悠咭」），以及60至64歲香港居民使用「樂悠咭」繳付車資，均可享有每程$2.0或全費（以較低者為準）的票價優惠。 - 65歲或以上長者如使用長者或一般個人八達通繳付車資，則只可享有半價優惠；12至64歲合資格殘疾人士如不使用「殘疾人士身份」個人八達通，以及60至64歲人士如不使用「樂悠咭」繳付車資，必須繳付全費。 - 乘客可以現金或八達通於上車時付款，不設找續。 - 每位成人乘客可免費攜帶最多兩名4歲以下而不佔座位的兒童乘客乘車，超額之4歲以下小童必須繳付小童車費乘車。 - 持有「九巴月票」之乘客在車票有效期內，每日可享最多10程任何九龍巴士及龍運巴士路線（包括本路線，以及聯營路線的九龍巴士／龍運巴士提供的班次；惟乘搭機場「A」及「NA」線則可享原價二七折優惠（不會計算每天10次合資格車程））；而B1線則每日可享最多各2程（不會計算每天10次合資格車程）。 - 九龍巴士、城巴、龍運巴士及陽光巴士全職員工及家屬（不包括外判職員）可免費乘搭本路線，惟必須拍職員或職員家屬八達通。 - 乘客亦可透過多元化電子支付系統（e度嘟）繳付車資，包括使用非接觸式VISA卡、JCB卡、萬事達卡、銀聯卡、美國運通、大來國際、Discover Card、Apple Pay、Google Pay、Samsung Pay、AlipayHK「易乘碼」、支付寶、WeChatHK／微信支付「搭車碼」、銀聯雲閃付「乘車碼」及BOC Pay「乘車碼」。乘客使用此付款方式，使用此支付方式的乘客可享有中途下車之分段收費，以及與其他九巴／龍運獨營路線或聯營線九巴／龍運班次之轉乘優惠，惟不適用於與非九巴／龍運路線之轉乘優惠，亦不能享有「公共交通費用補貼計劃」及「長者及合資格殘疾人士公共交通票價優惠計劃」。 |

## 用車
現時本線使用12輛Enviro500 MMC 12米（ATENU）行走本線。
| 車隊編號 | 車牌   |
| -------- | ------ |
| ATENU15  | SB5002 |
| ATENU21  | SB5197 |
| ATENU184 | SJ9560 |
| ATENU331 | TA6896 |
| ATENU335 | TA7613 |
| ATENU425 | TE4429 |
| ATENU436 | TE8163 |
| ATENU658 | TP2841 |
| ATENU832 | TV5376 |
| ATENU834 | TV5952 |
| ATENU851 | TV9138 |
| ATENU855 | TW122  |

## 行車路線

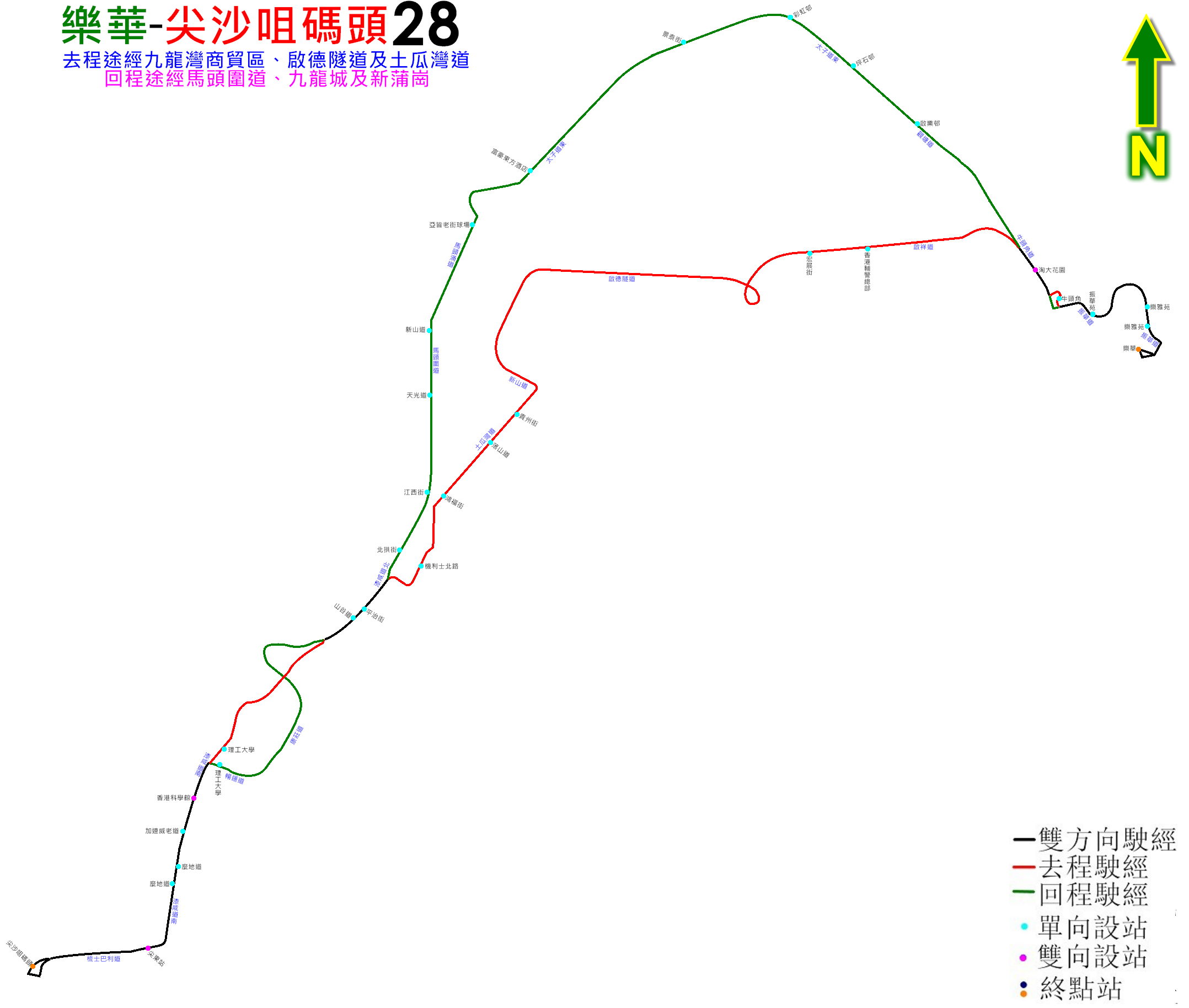
28路線的走線圖

樂華開經：樂華邨通道、振華道、牛頭角巴士總站、佐敦谷北道、牛頭角道、啓祥道、啓福道、啟德隧道、新山道、土瓜灣道、馬頭圍道、機利士北路、鶴園街、漆咸道北、漆咸道南及梳士巴利道。
尖沙咀碼頭開經：梳士巴利道、漆咸道南、暢運道、康泰徑、康莊道、漆咸道北、馬頭圍道、馬頭涌道、太子道西、太子道東、觀塘道、牛頭角道、振華道及樂華邨通道。
具體停站請參考資訊框

## 外部連結
- 九巴28線官方網站路線資料 （页面存档备份，存于）
- i-busnet.com－九巴28號路線KMB Rt. 28 （页面存档备份，存于）
- 681巴士總站－28路線介紹 （页面存档备份，存于）
- 九巴28線詳細時間表 （页面存档备份，存于）